# Jatropha clavuligera
Jatropha clavuligera är en törelväxtart som beskrevs av Johannes Müller Argoviensis. Jatropha clavuligera ingår i släktet Jatropha och familjen törelväxter. Inga underarter finns listade i Catalogue of Life.